# Корона Вильгельма II
Корона Вильгельма II (нем. Krone Wilhelms II), известная также под названием «корона Гогенцоллернов» — корона, изготовленная для Вильгельма II как монарха Пруссии, одна из королевских регалий Пруссии и единственная из этих регалий, изготовленная во времена Германской империи (1871—1918).

## Описание
Корона изготовлена из чистого золота и украшена бриллиантами, жемчугом и сапфирами. Диаметр короны 21 см, высота 20 см. Основание диадемы имеет гравированный край, украшенный 24 большими алмазными розами с орнаментом в форме листьев. От основания отходят восемь больших и восемь маленьких зубцов, маленькие зубцы изогнуты в ширину с обеих сторон. Большие зубцы представляют собой восемь кронштейнов-полуарок, сходящихся к одной вершине, каждая полуарка украшена восемью или десятью крупными бриллиантами. На вершине короны размещён крест, украшенный алмазами и крупным яйцевидным сапфиром. Внутренняя часть короны выстлана красным бархатом. В общей сложности корона содержит 142 алмазных розы, 18 бриллиантов, 2 сапфира и 8 крупных жемчужин.

## История
Изготовление короны было заказано кабинетом министров Пруссии 27 февраля 1889 года для Вильгельма II, который вступил на престол короля Пруссии и кайзера Германии 15 июня 1888 года. Эскиз короны разработал известный художник-геральдист Эмиль Дёплер, по этому эскизу корону изготовил ювелир Гуго Шапер. Корона не предназначалась для коронации, изготовление её носило лишь символическую цель. Во время Второй мировой войны корона таинственным образом исчезла и была найдена в склепе деревенской церкви в Вестфалии возле города Миндена, после чего была возвращена Гогенцоллернам.
В настоящее время корона хранится в замке Гогенцоллерн, в Баден-Вюртемберге в 50 км южнее Штутгарта и доступна для осмотра посетителями.